# Mortes em abril de 2010
Mortes em 2010: ← Janeiro – Fevereiro – Março – Abril – Maio – Junho – Julho – Agosto – Setembro – Outubro – Novembro – Dezembro →
A lista a seguir relaciona pessoas notáveis que morreram em abril de 2010:

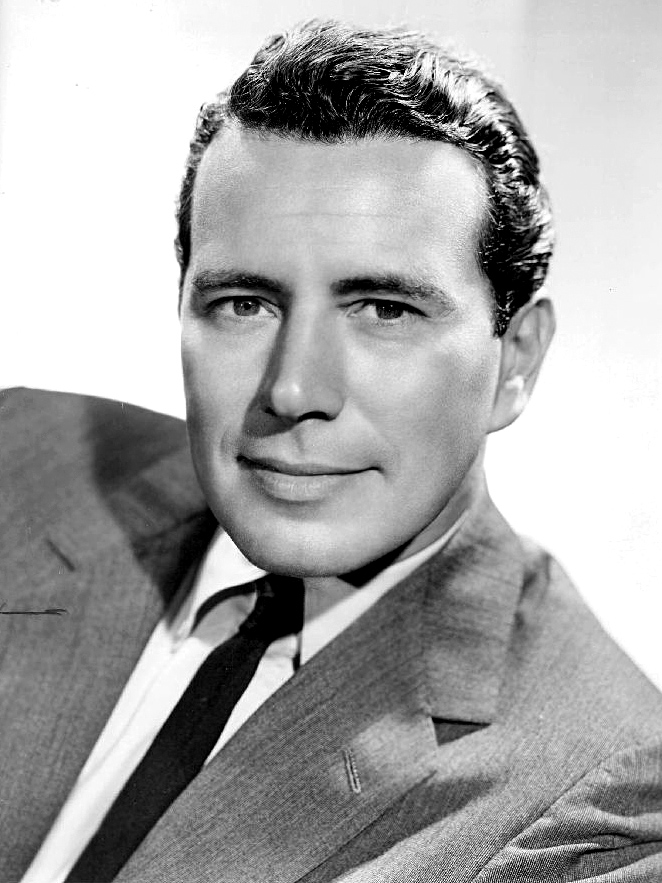
John Forsythe, ator estadunidense

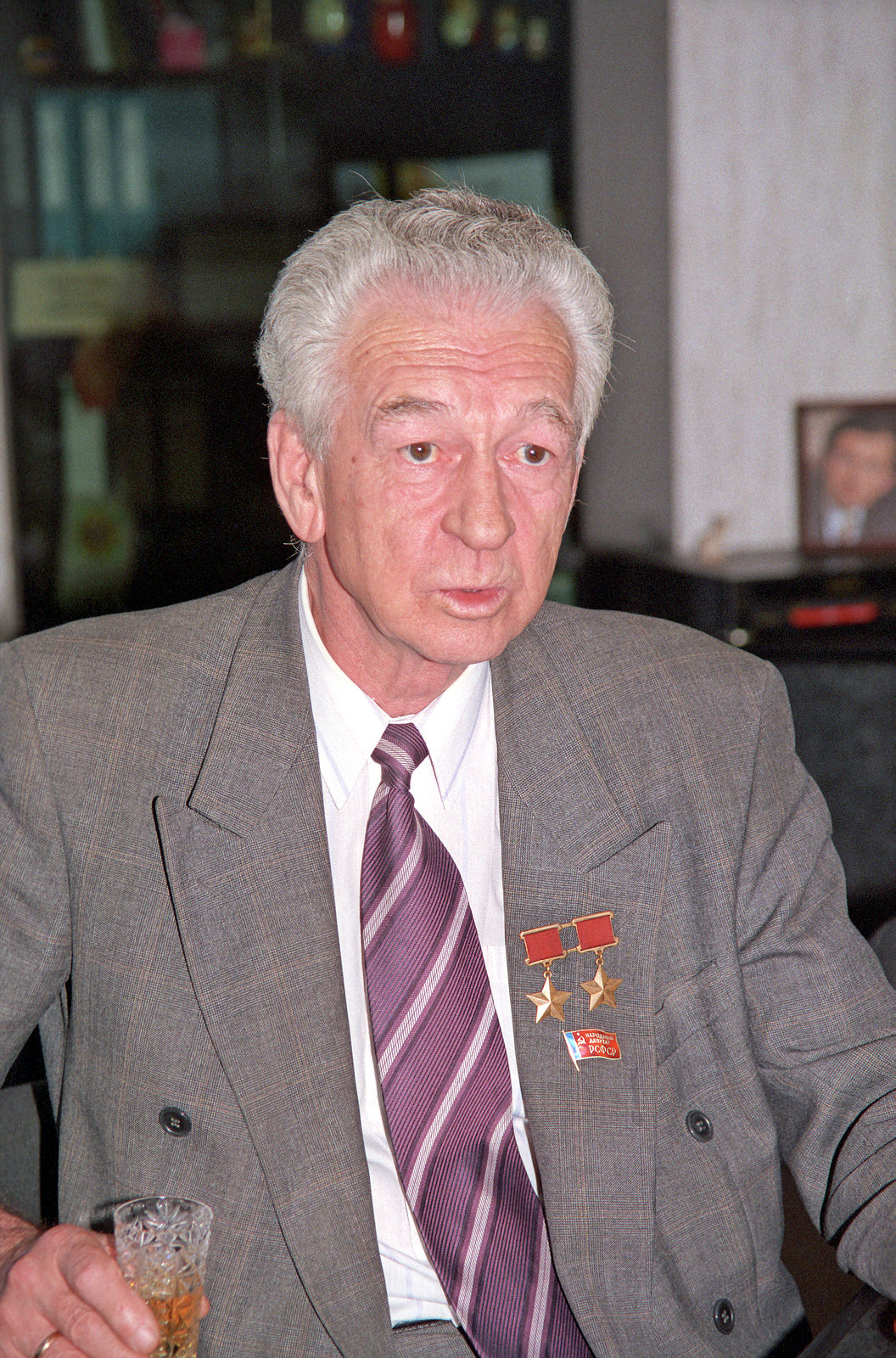
Vitali Sevastyanov, cosmonauta russo

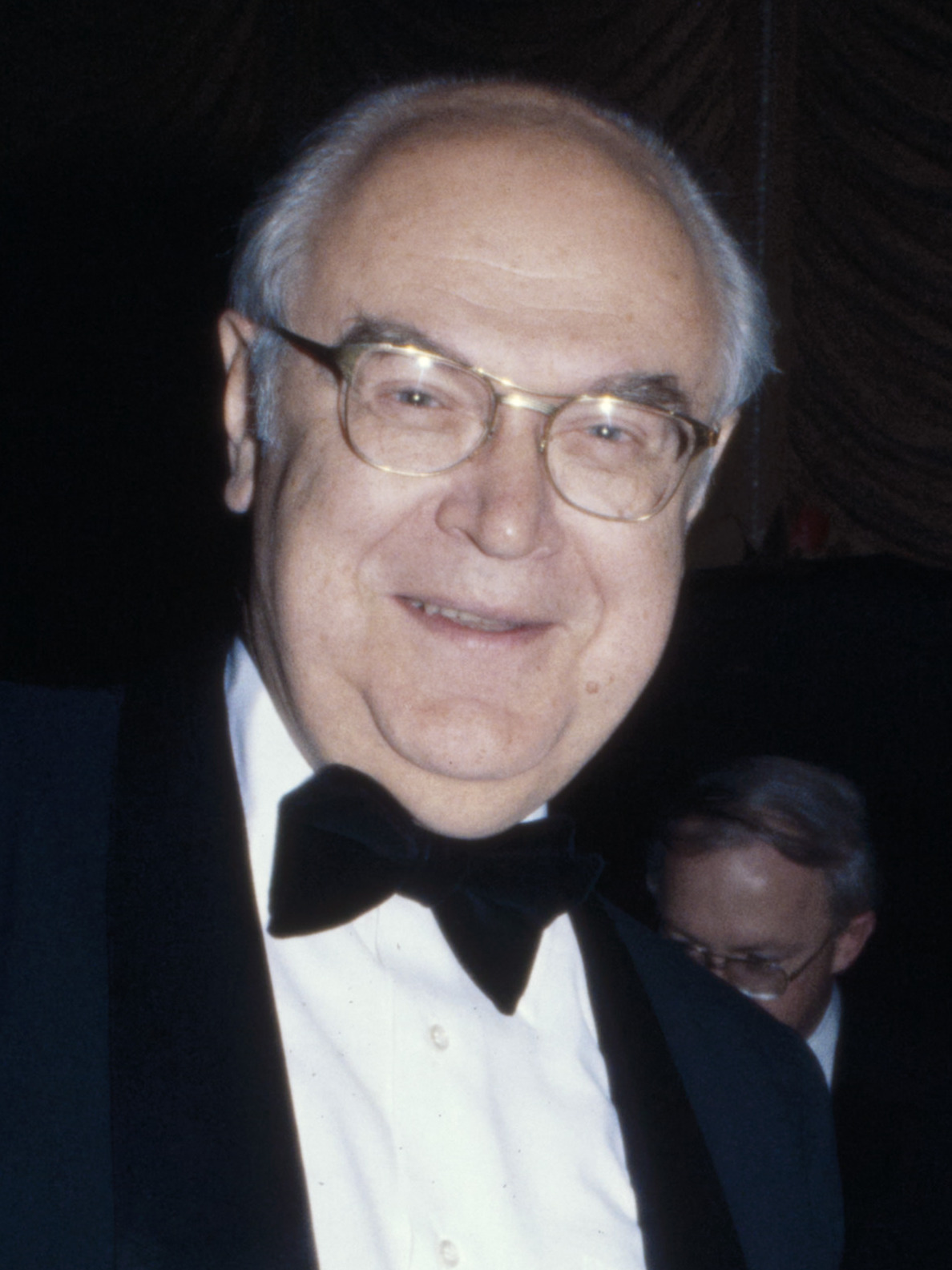
Anatoly Dobrynin, político soviético

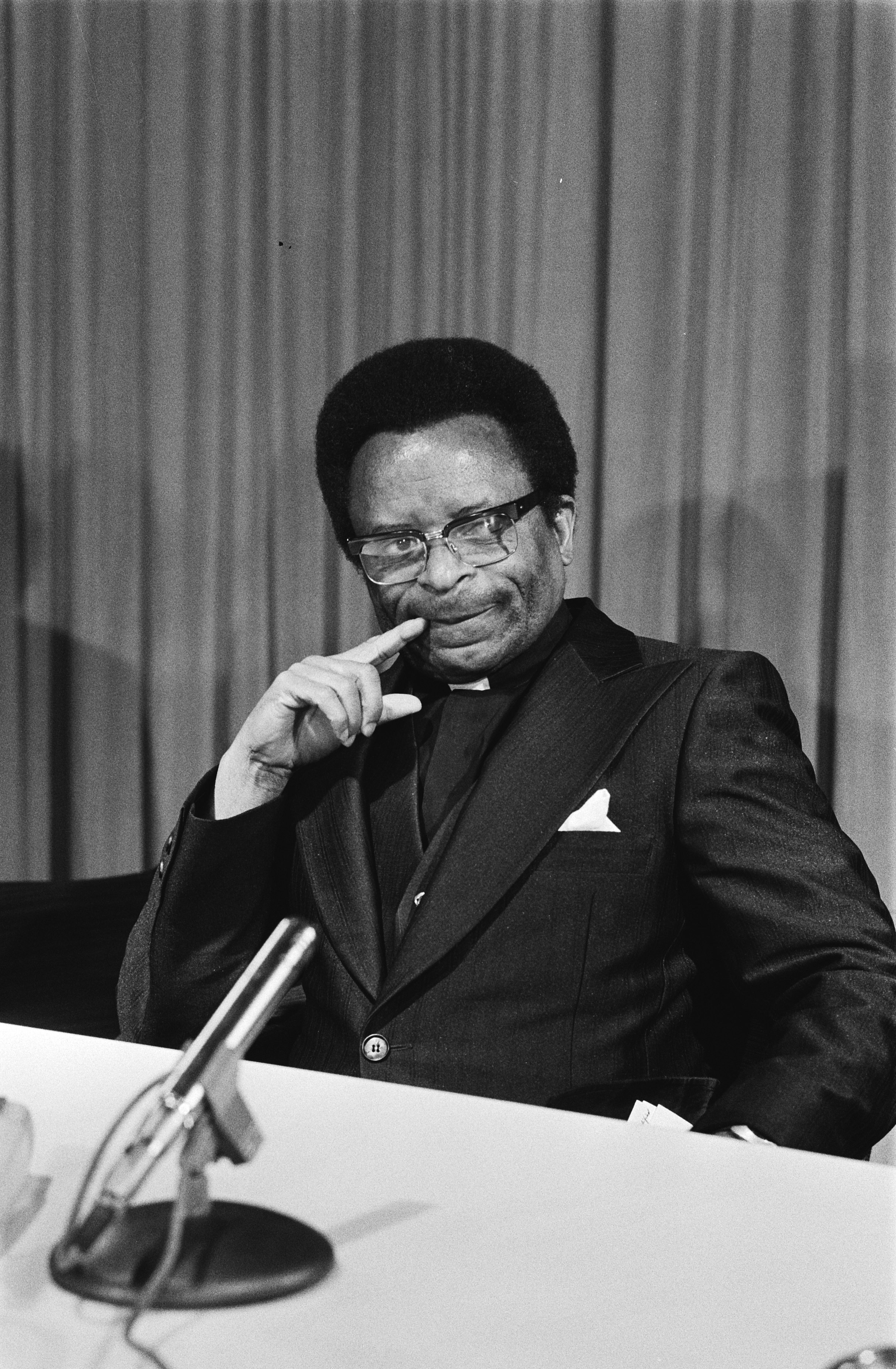
Abel Muzorewa, político zimbabuano

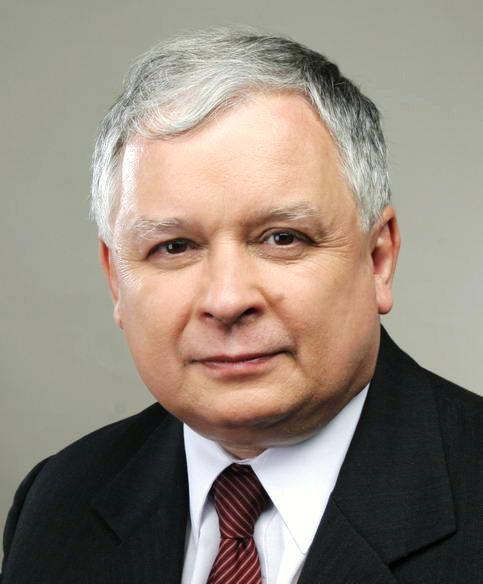
Lech Kaczyński, presidente da Polônia.

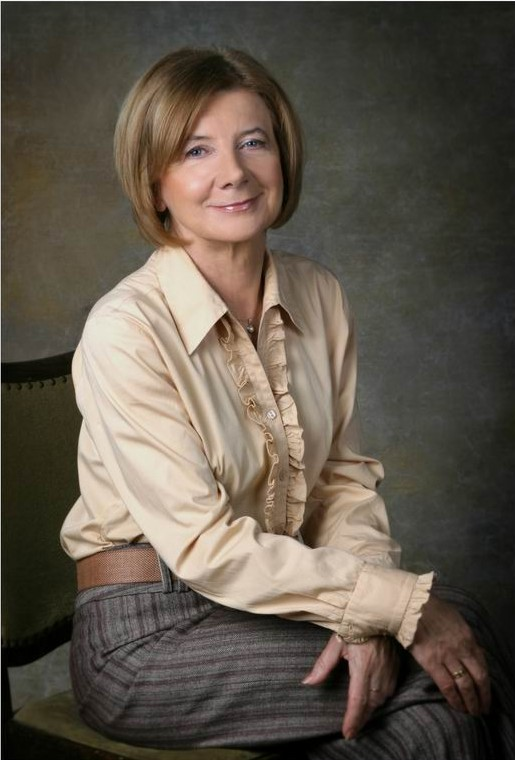
Maria Kaczyńska, primeira-dama da Polônia.

| Dia | Nome                          | Profissão ou motivo de reconhecimento | Nacionalidade   | Ano de nasc. | Ref    |
| --- | ----------------------------- | ------------------------------------- | --------------- | ------------ | ------ |
| 1   | Diego Frazão                  | Músico                                | Brasil          | 1997         | [ 1 ]  |
| 1   | John Forsythe                 | Actor                                 | Estados Unidos  | 1918         | [ 2 ]  |
| 1   | Tzanís Tzannetákis            | Político                              | Grécia          | 1927         | [ 3 ]  |
| 1   | Yuri Maslyukov                | Político                              | Rússia          | 1937         | [ 4 ]  |
| 2   | Chris Kanyon                  | Lutador                               | Estados Unidos  | 1970         | [ 5 ]  |
| 3   | Buza Ferraz                   | Ator                                  | Brasil          | 1950         | [ 6 ]  |
| 3   | Eugène Terre'Blanche          | Líder separatista                     | África do Sul   | 1940         | [ 7 ]  |
| 5   | Vitali Sevastyanov            | Cosmonauta                            | Rússia          | 1935         | [ 8 ]  |
| 6   | Anatoli Dobrynin              | Político                              | União Soviética | 1919         | [ 9 ]  |
| 6   | Eddie Carroll                 | Ator                                  | Estados Unidos  | 1933         | [ 10 ] |
| 6   | Neva Morris                   | Supercentenária                       | Estados Unidos  | 1895         | [ 11 ] |
| 8   | Abel Muzorewa                 | Religioso e político                  | Zimbabwe        | 1924         | [ 12 ] |
| 8   | James Aubrey                  | Ator                                  | Áustria         | 1947         | [ 13 ] |
| 8   | Malcolm McLaren               | Músico                                | Inglaterra      | 1946         | [ 14 ] |
| 8   | Jean-Paul Proust              | Político                              | Mónaco          | 1940         | [ 15 ] |
| 9   | Zoltán Varga                  | Futebolista                           | Hungria         | 1945         | [ 16 ] |
| 10  | Aleksander Szczygło           | Político                              | Polónia         | 1963         | [ 17 ] |
| 10  | Aleksandra Natalli-Świat      | Política                              | Polónia         | 1959         | [ 18 ] |
| 10  | Andrzej Błasik                | Militar                               | Polónia         | 1962         | [ 18 ] |
| 10  | Andrzej Karweta               | Militar                               | Polónia         | 1958         | [ 18 ] |
| 10  | Andrzej Kremer                | Político                              | Polónia         | 1961         | [ 18 ] |
| 10  | Andrzej Przewoźnik            | Político                              | Polónia         | 1963         | [ 18 ] |
| 10  | Anna Walentynowicz            | Política                              | Polónia         | 1929         | [ 18 ] |
| 10  | Arkadiusz Rybicki             | Político                              | Polónia         | 1953         | [ 18 ] |
| 10  | Bronisław Kwiatkowski         | Militar                               | Polónia         | 1950         | [ 18 ] |
| 10  | Dixie Carter                  | Atriz                                 | Estados Unidos  | 1939         | [ 19 ] |
| 10  | Edward Wojtas                 | Político                              | Polónia         | 1955         | [ 18 ] |
| 10  | Franciszek Gągor              | Militar                               | Polónia         | 1951         | [ 17 ] |
| 10  | Grażyna Gęsicka               | Política                              | Polónia         | 1951         | [ 18 ] |
| 10  | Grzegorz Dolniak              | Político                              | Polónia         | 1960         | [ 18 ] |
| 10  | Izabela Jaruga-Nowacka        | Política                              | Polónia         | 1950         | [ 18 ] |
| 10  | Janina Fetlińska              | Política                              | Polónia         | 1952         | [ 18 ] |
| 10  | Janusz Kochanowski            | Diplomata                             | Polónia         | 1940         | [ 18 ] |
| 10  | Janusz Kurtyka                | Historiador                           | Polónia         | 1960         | [ 18 ] |
| 10  | Janusz Zakrzeński             | Ator                                  | Polónia         | 1936         | [ 18 ] |
| 10  | Jerzy Szmajdzinski            | Político                              | Polónia         | 1952         | [ 17 ] |
| 10  | Joanna Agacka-Indecka         | Advogada                              | Polónia         | 1964         | [ 18 ] |
| 10  | Jolanta Szymanek-Deresz       | Política                              | Polónia         | 1954         | [ 17 ] |
| 10  | Kazimierz Gilarski            | Militar                               | Polónia         | 1953         | [ 18 ] |
| 10  | Krystyna Bochenek             | Política                              | Polónia         | 1953         | [ 17 ] |
| 10  | Krzysztof Putra               | Político                              | Polónia         | 1957         | [ 18 ] |
| 10  | Lech Kaczyński                | Presidente de seu país                | Polónia         | 1949         | [ 17 ] |
| 10  | Leszek Deptuła                | Político                              | Polónia         | 1953         | [ 18 ] |
| 10  | Maciej Płażyński              | Político                              | Polónia         | 1958         | [ 18 ] |
| 10  | Maria Kaczyńska               | Primeira-dama                         | Polónia         | 1942         | [ 18 ] |
| 10  | Mariusz Handzlik              | Diplomata                             | Polónia         | 1965         | [ 17 ] |
| 10  | Mariusz Kazana                | Diplomata e político                  | Polónia         | 1960         | [ 18 ] |
| 10  | Miron Chodakowski             | Religioso                             | Polónia         | 1957         | [ 17 ] |
| 10  | Paweł Wypych                  | Político                              | Polónia         | 1968         | [ 18 ] |
| 10  | Piotr Nurowski                | Dirigente esportivo                   | Polónia         | 1945         | [ 18 ] |
| 10  | Przemysław Gosiewski          | Político                              | Polónia         | 1964         | [ 18 ] |
| 10  | Ryszard Kaczorowski           | Político                              | Polónia         | 1919         | [ 17 ] |
| 10  | Ryszard Rumianek              | Religioso                             | Polónia         | 1947         | [ 18 ] |
| 10  | Sebastian Karpiniuk           | Político                              | Polónia         | 1972         | [ 18 ] |
| 10  | Sławomir Skrzypek             | Economista                            | Polónia         | 1963         | [ 18 ] |
| 10  | Stanisław Komornicki          | Militar                               | Polónia         | 1924         | [ 18 ] |
| 10  | Stanisław Komorowski          | Político                              | Polónia         | 1953         | [ 18 ] |
| 10  | Stanisław Zając               | Político                              | Polónia         | 1949         | [ 18 ] |
| 10  | Tadeusz Buk                   | Militar                               | Polónia         | 1960         | [ 18 ] |
| 10  | Tadeusz Płoski                | Militar e bispo                       | Polónia         | 1956         | [ 18 ] |
| 10  | Tomasz Merta                  | Político                              | Polónia         | 1965         | [ 18 ] |
| 10  | Wiesław Woda                  | Político                              | Polónia         | 1946         | [ 18 ] |
| 10  | Władysław Stasiak             | Político                              | Polónia         | 1966         | [ 18 ] |
| 10  | Włodzimierz Potasiński        | Político                              | Polónia         | 1956         | [ 18 ] |
| 10  | Wojciech Seweryn              | Escultor                              | Polónia         | 1939         | [ 18 ] |
| 10  | Zbigniew Wassermann           | Político                              | Polónia         | 1949         | [ 18 ] |
| 11  | Henrique Nascimento Rodrigues | Advogado e político                   | Portugal        | 1940         | [ 20 ] |
| 14  | Gene Kiniski                  | Lutador                               | Canadá          | 1928         | [ 21 ] |
| 14  | Peter Steele                  | Baixista e Cantor                     | Estados Unidos  | 1962         | [ 22 ] |
| 15  | Jack Herer                    | Ativista                              | Estados Unidos  | 1939         | [ 23 ] |
| 16  | Carlos Franqui                | Escritor                              | Cuba            | 1921         | [ 24 ] |
| 16  | Rasim Delić                   | Militar                               | Iugoslávia      | 1949         | [ 25 ] |
| 19  | Edwin Valero                  | Pugilista                             | Venezuela       | 1981         | [ 26 ] |
| 19  | Tom Fleming                   | Ator                                  | Escócia         | 1927         | [ 27 ] |
| 20  | Dorothy Height                | Ativista                              | Estados Unidos  | 1912         | [ 28 ] |
| 21  | Juan Antonio Samaranch        | Ex-presidente do COI                  | Espanha         | 1920         | [ 29 ] |
| 22  | Lina Marulanda                | Modelo                                | Colômbia        | 1980         | [ 30 ] |
| 23  | Natalia Lavrova               | Ginasta                               | Rússia          | 1985         | [ 31 ] |
| 25  | Joseph Bessala                | Pugilista                             | Camarões        | 1941         | [ 32 ] |
| 26  | Alberto Vitoria               | Futebolista                           | Espanha         | 1956         | [ 33 ] |
| 29  | Tolo Calafat                  | Alpinista                             | Espanha         | 1969         | [ 34 ] |
| 30  | José Fragelli                 | Político                              | Brasil          | 1914         | [ 35 ] |
| 30  | Tadahiro Ando                 | Político                              | Japão           | 1941         | [ 36 ] |